# نادي الغزوة
نادي الغزوة السعودي؛ هو أحد أندية الدرجة الثالثة بمنطقة المدينة المنورة في محافظة بدر، تأسس عام 1399 هـ، ويرأس النادي الاستاذ خالد علي الصبحي.

## تشكيلة الفريق الحالية
ملاحظة: تشير الأعلام إلى المنتخب الوطني على النحو المحدد في قواعد الأهلية للفيفا. قد يحمل اللاعبون أكثر من جنسية واحدة غير تابعة للفيفا.
| الرقم | البلد    | المركز | اللاعب              |
| ----- | -------- | ------ | ------------------- |
| --    | السعودية | حارس   | إسماعيل ضيف الله    |
| --    | السعودية | حارس   | فارس الجهني         |
| --    | السعودية | حارس   | عمار السيد          |
| --    | السعودية | مدافع  | أمجد تكروني         |
| --    | السعودية | مدافع  | عبد الله مهجري      |
| --    | مصر      | مدافع  | عبد الله السنجهاوي  |
| --    | السعودية | مدافع  | عبد الرحمن الجيزاني |
| --    | السعودية | مدافع  | أنس الغامدي         |
| --    | السعودية | مدافع  | عباس عبد الله       |
| --    | السعودية | مدافع  | حازم الصبحي         |
| --    | السعودية | مدافع  | عبد الرحمن الشريف   |
| --    | السعودية | مدافع  | نايف الصبحي         |

| الرقم | البلد    | المركز | اللاعب        |
| ----- | -------- | ------ | ------------- |
| --    | السعودية | وسط    | يحيى العبسي   |
| --    | مصر      | وسط    | محمد فوزي     |
| --    | السعودية | وسط    | سهل الحيدري   |
| --    | السعودية | وسط    | عاصم الشريف   |
| --    | السعودية | وسط    | عبد الله سيدي |
| --    | السعودية | وسط    | عصام العمري   |
| --    | السعودية | وسط    | سعيد العمري   |
| --    | السعودية | وسط    | ياسر الحسيني  |
| --    | السعودية | مهاجم  | أسامة الزبيدي |
| --    | مصر      | مهاجم  | هشام شعبان    |
| --    | السعودية | مهاجم  | مروان الصحفي  |
| --    | السعودية | مهاجم  | عمار العمري   |